# .MCO
Les fichiers .MCO (Messenger Content Objets) sont des winks (ou des clins d’œil en français), qui sont envoyés sous forme d'animations Flash à un contact sur Windows Live Messenger.